# 北住吉站

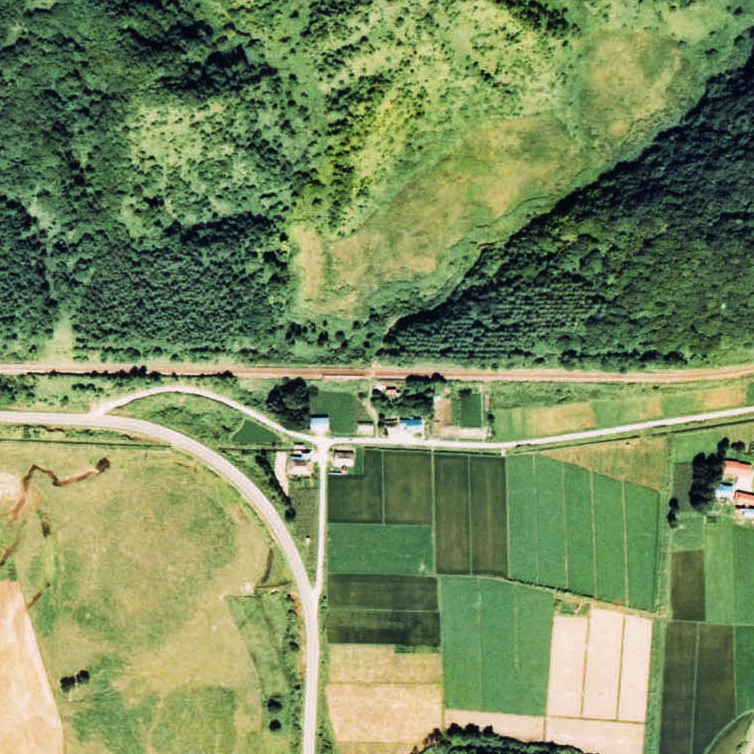
1976年的北住吉站與方圓約750米範圍。左邊是瀨棚方向。

北住吉站（日语：／ Kita-Sumiyoshi eki */?）是位於北海道瀨棚郡今金町字住吉，日本國有鐵道的瀨棚線車站（廢站）。隨著瀨棚線廢除，車站在1987年（昭和62年）3月16日廢除。

## 歷史
- 1956年（昭和31年）12月25日 - 此旅客車站啟用，當時為無人車站[1][2]。
- 1987年（昭和62年）3月16日 - 瀨棚線廢除，此站也廢除[2]。

### 站名的由來
車站名稱取自所在地點「住吉」村落以北地方。

## 車站構造
截至車站廢除前，此站是地面車站，設有1面1線的單式月台。月台位於路軌南邊（瀨棚方向的列車會開啟左邊車門）。車站地勢比周邊為高，站內設置了鐵欄。
在車站啟用時已經是無人車站。此站沒有車站大樓，於月台出入口東邊設有候車室。

## 利用狀況
- 在1981年度（昭和56年度），1日上下車人次為16人[3]。

## 車站周邊
- 國道230號（日语：国道230号）（國縫道路）
- 後志利別川（日语：後志利別川）

## 現況
截至2010年（平成22年），車站遺址周邊的路軌遺址還遺留了路基。截至2011年（平成23年），遺址沒有鐵路相關痕蹟。

## 相鄰車站
日本國有鐵道
瀨棚線
花石－北住吉－種川

## 注腳
1. 1 2   第1版. 札幌市: 日本国有鉄道北海道総局. 1973-03-25: 24. ASIN B000J9RBUY （日语）.
2. 1 2  《道南鉄道100年史 遥》 北海道旅客鐵道函館分社 2003年2月發行
3. 1 2 3  書籍《国鉄全線各駅停車1 北海道690駅》（小學館，1983年7月發行）64頁。
4. ↑  書籍《新 鉄道廃線跡を歩く1 北海道・北東北編》（JTB出版，2010年4月發行）163頁。
5. ↑  書籍《北海道の鉄道廃線跡》（著：本久公洋，北海道新聞社，2011年9月發行）75頁。